# Herrenhaus Nieder-Schosdorf
Das Herrenhaus Nieder-Schosdorf (polnisch Dwór w Uboczu) war ein Herrenhaus in Ubocze (deutsch Schosdorf) in der Stadt- und Landgemeinde Gryfów Śląski im Powiat Lwówecki der Woiwodschaft Niederschlesien in Polen. Der Bau ist heute ruinös.

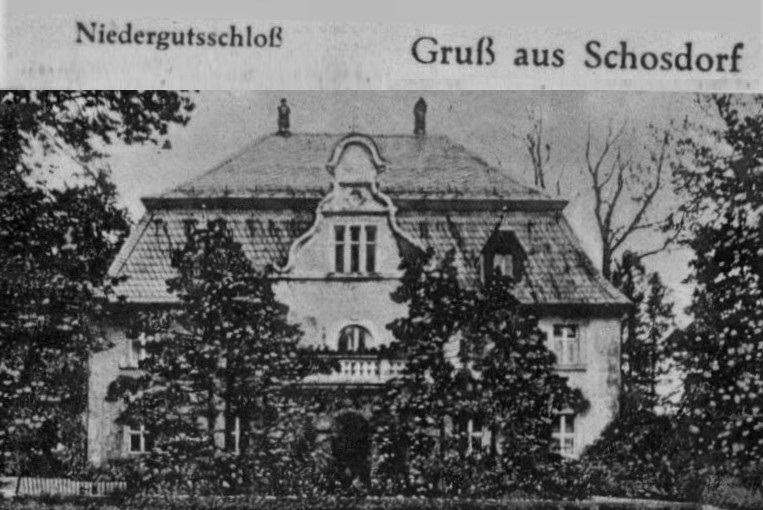
Herrenhaus Nieder-Schosdorf

## Geschichte
Der Ort liegt südwestlich von Löwenberg zwischen Langenöls und Greiffenberg im Tal der „langen Ölse“.  Besitzer waren die Zedlitz, 1371 erwarben die Spiller das Gut und bgehilten es bis ins 17. Jahrhundert. Bis zur Mitte des 18. Jahrhunderts war das Dorf in die Güter Nieder-Schosdorf, Ober-Schosdorf, Mittel Schosdorf und Kolonie Schosdorf aufgeteilt. Das Niedergut ist erstmals in einer Urkunde von 1659 erwähnt. Nach unklarer Quellenlage wurde das Niedergut in diesem Jahre an die Bornstädt verkauft, oder aber erst an die Löwenthal und später an die Bornstädt. Denn 1669 war offenbar Wolf Friedrich von Bornstedt Rittmeister auf Schosdorf, womit Niederschosdorf gemeint sein muss. Ab 1695 war auch das Niedergut wieder in Besitz der Spiller. Der heutige als Ruine erhaltene Bau stammt von 1905.
Nach seiner Eroberung durch die Rote Armee infolge des Zweiten Weltkriegs fiel Schosdorf zusammen mit dem größten Teil Schlesiens 1945 an Polen. Danach diente das Herrenhaus zunächst als Soldatenquartier. Später wurde es für Wohnungen genutzt. Seit 1956 ist es Ruine.

## Baubestand
Das Gebäude hatte einen kompakten Baukörper mit fünfachsiger Fassade und trug ein Walmdach mit Dreiecksgiebel und Dachgauben, drei Gauben an der Ostseite und je eine an der Nord- und Südseite. Die Gauben trugen Walmdächer, die von einer kegelförmigen Fiale mit Kugel überragt wurden. Nach Nordosten hatte der Bau einen zweigeschossigen Anbau mit Pultdach, dessen Dachfirst auf der Höhe der Dachtraufe des Hauptdaches lag.